# Faverolles-et-Coëmy
Faverolles-et-Coëmy is een gemeente in het Franse departement Marne (regio Grand Est) en telt 462 inwoners (2004). De plaats maakt deel uit van het arrondissement Reims.

## Geografie
De oppervlakte van Faverolles-et-Coëmy bedraagt 5,4 km², de bevolkingsdichtheid is 85,6 inwoners per km².
De onderstaande kaart toont de ligging van Faverolles-et-Coëmy met de belangrijkste infrastructuur en aangrenzende gemeenten.

## Demografie
Onderstaande figuur toont het verloop van het inwonertal (bron: INSEE-tellingen).